# Tôi bề mặt
Tôi bề mặt là phương pháp tôi bộ phận kim loại, khi đó chỉ có lớp bề mặt chi tiết được tôi, còn lõi không được tôi. Sau khi tôi chỉ có lớp bề mặt có tổ chức mactenxit, còn những nước bên trong có tổ chức xoocbit - peclit.

## Phương pháp
Có nhiều phương pháp tôi bề mặt, nhưng nói chung chúng đều dựa trên nguyên lý nung nóng bề mặt thật nhanh với chiều sâu nhất định đến nhiệt độ tôi rồi làm nguội nhanh. Khi đó phần bề mặt được nung nóng và tôi, phần lõi không được nung nóng và không được tôi. Kết quả nhận được là bề mặt cứng, trong lõi dẻo.
Tôi bề mặt thông dụng nhất bằng phương pháp nung cảm ứng ở các lò tần số. Một cách khác để nung là dùng ngọn lửa axêtylen (hàn hơi).